# Renfe Talgo
Talgo era la marca de un servicio ferroviario de transporte de pasajeros diurno de larga distancia ofrecido por Renfe, que se realizaba con ramas Talgo por vías convencionales o combinando vías convencionales con vías de alta velocidad.
El 22 de junio de 2020, la marca Talgo desapareció en favor de la denominación Intercity, que aúna varios servicios de larga distancia bajo una misma denominación. No obstante el Talgo Barcelona - Sevilla quedó simplemente con la denominación oficial de Torre del Oro, aunque es posible encontrar referencias al mismo como Intercity Torre del Oro.

## Historia
Los trayectos operados con dicho tipo de tren fueron bautizados comercialmente bajo dicha denominación por la antigua RENFE desde que comenzó su explotación en los años cuarenta, aprovechando el renombre de la empresa que los desarrollaba, al tratarse de una importante innovación tecnológica en la época. Otras variantes de dichos trenes, con los que RENFE ofrece un servicio de mayor calidad son los  Altaria o Alvia como servicios diurnos y los Trenhotel como servicio nocturno.
Antiguamente para los servicios Talgo se utilizaban ramas de la serie III/IIIRD y de la serie VII. Cabe destacar que los servicios nocturnos también se denominaban Talgo antes de que pasaran a llamarse Trenhotel con las ramas serie IV/V/VI. El servicio nocturno se introdujo entre Barcelona y París en 1974 con ramas IIIRD, que finalizaron sus servicios entre Barcelona y Málaga vía el NAFA.
El Renfe Talgo de los últimos años cubría relaciones de larga distancia, y circulaba por líneas convencionales de ancho ibérico. Los trenes se componían de una rama Talgo serie IV o serie VI remolcada por una locomotora 319, 334 o 252. Las ramas de serie VI que recorrían el corredor mediterráneo utilizaban 9 coches pero excepcionalmente en verano se les añadían 2 coches más creando una composición de 11 coches.

## Últimos servicios bajo la marca Talgo
Antes de la desaparición de la marca Talgo Renfe prestaba seis servicios bajo ese nombre sumados a otros tres que operaban de forma ocasional en periodo estival. Todos estos servicios ahora se dan bajo la marca Intercity a excepción del servicio Barcelona - Sevilla que se denomina simplemente como Torre del Oro.
| Nombre             | Origen           | Paradas | Destino             |
| ------------------ | ---------------- | --- | ------------------- |
| Talgo              | Madrid-Chamartín | Madrid-Atocha Cercanías · Alcázar de San Juan · Manzanares · Valdepeñas · Vilches · Linares-Baeza · Jódar-Úbeda · Cabra del Santo Cristo y Alicún · Moreda · Guadix · Fiñana · Gádor | Almería             |
| Talgo              | Madrid-Chamartín | Madrid-Atocha Cercanías · Leganés · Talavera de la Reina · Navalmoral de la Mata · Monfragüe · Cáceres · Mérida | Badajoz             |
| Torre del Oro      | Barcelona-Sants  | Campo de Tarragona · Cambrils · La Aldea-Amposta-Tortosa · Vinaroz · Benicarló · Castellón de la Plana · Valencia · Játiva · Albacete · Villarrobledo · Socuéllamos · Alcázar de San Juan · Manzanares · Valdepeñas · Vilches · Linares-Baeza · Espeluy · Andújar · Córdoba                  | Sevilla-Santa Justa |
| Talgo Mare Nostrum | Barcelona-Sants  | Tarragona · Cambrils · La Aldea-Amposta-Tortosa · Tortosa · Vinaroz · Benicarló-Peñiscola · Benicasim · Castellón de la Plana · Valencia-Norte · Játiva · Villena · Elda-Petrer · Alicante-Terminal · Elche Parque · Orihuela-Miguel Hernández · Murcia · Alhama de Murcia · Totana          | Lorca-Sutullena     |
| Talgo              | Barcelona-Sants  | Tarragona · Cambrils · La Aldea-Amposta-Tortosa · Tortosa · Vinaroz · Benicarló-Peníscola · Oropesa del Mar · Benicasim · Castellón de la Plana · Sagunto · Valencia-Norte · Játiva · Villena · Elda-Petrel · Alicante-Terminal · Elche Parque · Orihuela-Miguel Hernández                   | Murcia              |
| Talgo Mare Nostrum | Barcelona-Sants  | Tarragona · Cambrils · La Aldea-Amposta-Tortosa · Tortosa · Vinaroz · Benicarló-Peñiscola · Benicasim · Castellón de la Plana · Valencia-Norte · Játiva · Villena · Elda-Petrel · Alicante-Terminal · Elche Parque · Orihuela-Miguel Hernández · Murcia · Balsicas Mar Menor · Torre-Pacheco | Cartagena           |

### Servicios ocasionales solo en verano
- Barcelona-Sants - Alcázar de San Juan
- Barcelona-Sants - Águilas
- Madrid-Chamartín - Águilas

## Antiguos servicios
Además de los anteriores servicios Renfe ofreció durante años otros servicios bajo la marca de Talgo:
- Talgo Madrid - Santander
- Talgo Madrid - Gijón
- Talgo Madrid - Algeciras
- Talgo Madrid - La Coruña/Pontevedra
- Talgo Madrid - Irún/Bilbao
- Talgo Madrid - Valladolid/Palencia
- Talgo Madrid - Cartagena
- Talgo Madrid - Granada/Almería
- Talgo Madrid - Burgos
- Talgo Madrid - Barcelona
- Talgo Madrid - Cerbere
- Talgo Alicante - Madrid
- Talgo Alicante - Gijón
- Talgo Alicante - Santander
- Talgo Alicante - La Coruña/Pontevedra
- Talgo Alicante - Irún/Bilbao
- Talgo Barcelona - Irún/Bilbao/Salamanca conocido como Talgo Miguel de Unamuno
- Talgo Barcelona - La Coruña/Vigo conocido como Talgo Finisterre
- Talgo Barcelona - Gijón conocido como Talgo Covadonga
- Talgo Barcelona - Cádiz conocido como Talgo Triana
- Talgo Barcelona - Badajoz conocido como Extremadura Talgo
- Talgo Zaragoza - Alicante
- Talgo Zaragoza - Madrid

### Antiguos servicios internacionales
- Talgo Madrid - París conocido como París-Madrid Talgo (nocturno)
- Talgo Barcelona - París conocido como Barcelona Talgo (nocturno)
- Talgo Barcelona - Montpellier/Ginebra conocido como Catalán Talgo
- Talgo Madrid - Lisboa conocido como Talgo Luis de Camoens
- Talgo Valencia - Montpellier conocido como Mediterráneo Talgo
- Talgo Cartagena/Lorca-Sutullena - Montpellier conocido como Talgo Mare Nostrum